# زورق دورية فئة شالداغ
زورق الدورية فئة شالداغ (بالعبرية: שלדג، الملك الصياد) هو فئة صغيرة ولكنها سريعة من زوارق الدورية التي طُورت لصالح البحرية الإسرائيلية وأُطلقت في 1989، ومنذ ذلك الحين شهدت الخدمة مع العديد من القوات البحرية الأخرى.
صُممت الفئة للمهام الأمنية التي تتطلب سرعات اعتراض عالية، مثل اعتراض العمليات الإرهابية والتهريب غير الشرعي. تتميز الزوارق بسرعة عالية في البحار الهائجة، مع قدرة فائقة على الملاحة والمناورة بأداء عال، وارتطام ضعيف بشكل استثنائي في جميع حالات البحر، مع أسطح جافة في جميع السرعات، وتخطيط داخلي واسع للغاية وسهل الوصول.

## التاريخ
بنت شركة أحواض بناء السفن الإسرائيلية زوارق شالداغ وفقاً لتصورها استجابة لطلب من البحرية الإسرائيلية لزورق دورية سريع لحماية المياه الإسرائيلية من التهديدات الإرهابية.

## التصميم والبناء
بُني الهيكل والسطح ومبنى سطح الزورق من سبائك الألومنيوم البحرية الملحومة، مع إطارات عرضية وطولية. تحتوي الخزانات ذات القاع المزدوج المتكامل على وقود مع خزان وقود إضافي بالجاذبية في المركز. ينقسم الهيكل إلى ستة حجرات مانعة لتسرب الماء تفي بالمعايير الدولية الصارمة لاستقرار أضرار غمر المياه.

### التسليح

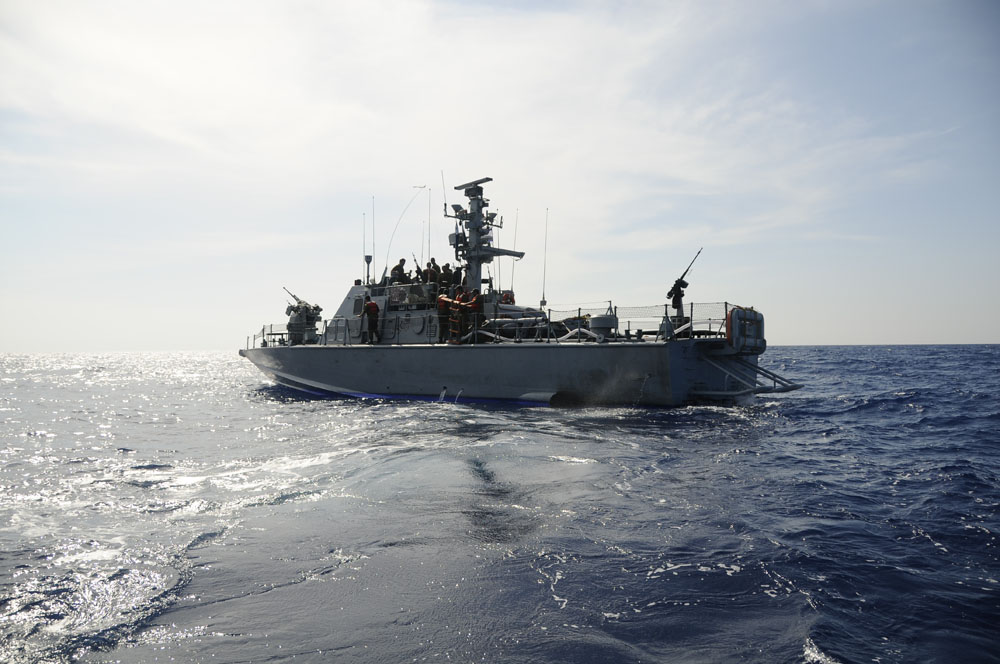
زورق دورية شالداغ تابع للبحرية الإسرائيلية في البحر المتوسط

الزوارق مسلحة بنظام تايفون [الإنجليزية]، المثبت عليه مدفع بوشماستر إم242 [الإنجليزية] وأنظمة بصرية-كهربائية. وهي مجهزة بحلقات أمامية وخلفية لمدفع أورليكون عيار 20 ملم [الإنجليزية] وحامل مدفع واحد. توجد حوامل للمدافع الرشاشة عيار 0.5 بوصة على جانبي السطح الرئيسي. لدى الزورق القدرة على استيعاب أنظمة الأسلحة الجديدة الأكثر تقدماً، مثل حامل المدفع سريع الضرب المثبت، والذي يمكن التحكم فيه عن بُعد عبر نظام الرؤية الليلية.
جُهزت طرازات شالداغ مارك 2 بصواريخ سبايك سطح-سطح.

## المستخدمون

### المستخدمون العسكريون
- غينيا الاستوائية: تديرها البحرية الغينية الاستوائية.[4]
- إسرائيل: تديرها البحرية الإسرائيلية.[5]
- نيجيريا: تديرها البحرية النيجيرية.[6]
- الفلبين: طلبت 9 زوراق نسخة شالداغ مارك 5 في عقد وُقع في 9 فبراير 2021 في إطار مشروع اقتناء زوارق صاروخية للهجوم السريع.[7] تسلمت أول زورقين في سبتمبر 2022 وكُلفا في نوفمبر 2022.[8][9] تُعرف محليًا باسم زوارق فئة نيستور أسيرو للهجوم السريع.[9]
- السنغال: اشترتها للبحرية السنغالية.[10]
- سريلانكا: 7 زوراق نشطة في البحرية السريلانكية.[11]

### منظمات إنفاذ القانون
- الأرجنتين: تشغل المحمية البحرية الأرجنتينية 4 زوراق شالداغ مارك 2.[5][12]
- أذربيجان: اشترتها لدائرة حدود الدولة.[13]
- قبرص: تديرها شرطة المواني والبحرية القبرصية.[14]
- رومانيا: 3 زوراق نسخة شالداغ مارك 4 تديرها شرطة الحدود الرومانية.[5]

### المشغلون المدنيون المحتملون
- الفلبين: يدرس خفر السواحل الفلبيني اقتناء شالداغ 2.[15]

## الفئات الفرعية
- شالداغ مارك 1
- شالداغ مارك 2
- شالداغ مارك 3
- شالداغ مارك 4
- شالداغ مارك 5